# جزایر توکارا
جزایر توکارا (به ژاپنی: 吐噶喇列島, Tokara-rettō)، مجمع الجزایری در جزایر نانسی/جزایر جنوبی ژاپن (جزایر ریوکیو) است و بخشی از جزایر ساتسونان است که به نوبه خود بخشی از  جزایر ریوکیو است.